# Бейка (приток Нини)
Бейка — река Уйбатской степи Южно-Минусинской котловины, левый приток реки Ниня (бассейн реки Уйбат). Длина — 53 км.
Исток находится на юго-восточном склоне хребта Азыртал, в 6,5 км западнее горы Кульчази; устье в 150 м юго-западнее устья реки Ниня. Извилистая, в устьевой части часто меняет русло и сильно заболочена.
Имеет 5 притоков, наиболее крупный — Тербижек (7,1 км).
Вода гидрокарбонатная. Используется для орошения, хозяйственно-бытовых целей.